# Lituania minore

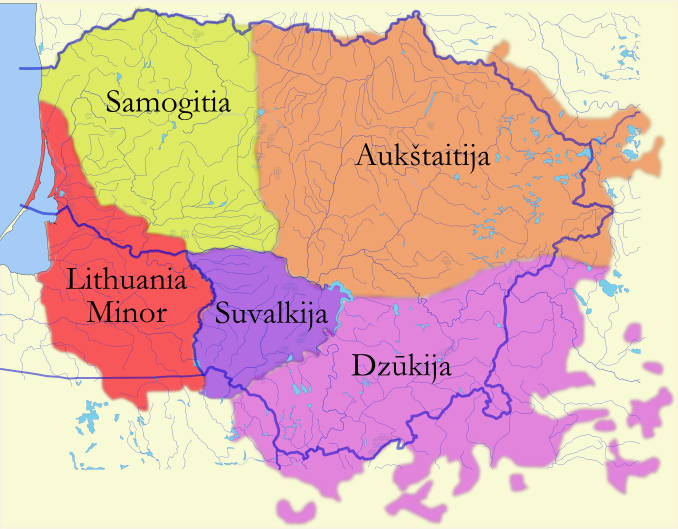
Regioni etnografiche della Lituania.
Rosso - Lituania Minore
Giallo - Samogizia
Marrone - Aukštaitija
Viola chiaro - Dzūkija
Viola - Sudovia

La Lituania Minore (in lituano: Mažoji Lietuva; in tedesco: Kleinlitauen), detta anche Lituania prussiana (in lituano: Prūsų Lietuva; in tedesco: Preußisch-Litauen) è una regione storica etnografica abitata da lituani. Ad eccezione della regione di Klaipėda, il suo territorio non fa parte dello stato lituano. La Lituania Minore comprendeva gran parte dell'ex provincia tedesca della Prussia Orientale, abitata da popoli che parlavano la lingua lituana. Una piccola porzione della Lituania Minore è all'interno dei confini della moderna Lituania, mentre gran parte del suo territorio è nell'Oblast di Kaliningrad, Russia.
Anche se la cultura originale è stata conservata a fatica a causa delle espulsioni dei tedeschi dopo la seconda guerra mondiale, la Lituania Minore ha apportato importanti contributi alla cultura lituana. La forma scritta del lituano-prussiano ha fornito lo scheletro del moderno lituano. È stata la lingua di Kristijonas Donelaitis, pastore, poeta e autore di Le Stagioni, che segna l'inizio della letteratura lituana e di Vydūnas, importante scrittore e filosofo.

## Geografia

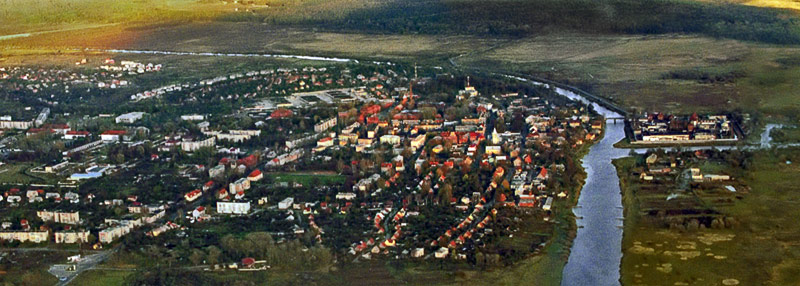
Fiume Pregel, presunto confine meridionale della Lituania Minore nel XIX secolo

La Lituania Minore comprendeva le aree oggi situate nell'Oblast di Kaliningrad (escludendo la città di Kaliningrad e il suo circondario), alcuni territori in Polonia, nel Voivodato della Varmia-Masuria, come anche territori della Lituania moderna: le municipalità del Distretto di Klaipėda, quelle del Distretto di Šilutė, la città di Klaipėda, le municipalità di Pagėgiai e Neringa. Anche se oggi è divisa in diverse nazioni, la Lituania Minore era allora unita, e tutte le sue aree erano quelle che una volta facevano parte della Prussia e quindi erano politicamente separate dalla nazione lituana.
Prima del 1918, tutta la Lituania Minore era parte della provincia del Regno di Prussia detta Prussia Orientale, il cuore della Vecchia Prussia medievale. Era una regione situata al di fuori della Lituania vera e propria, abitata da una maggioranza di lituani. I prussiani-lituani etnici erano protestanti, diversamente dagli abitanti della Lituania, che erano cattolici romani.
Dopo che il Trattato di Versailles divise la Prussia Orientale in quattro parti (Seconda Repubblica di Polonia, Repubblica di Weimar, Città Libera di Danzica e la parte della Lituania), la Lituania iniziò una campagna di lituanizzazione nella nuova regione acquisita, il Territorio di Memel. Nel censimento regionale del 1925, meno del 27% della popolazione si dichiarò lituana, comparata al 41% dei tedeschi, e a più del 24% di Memellandish. I risultati delle elezioni al Landtag (il Parlamento locale) tra il 1923 e il 1939 rivelarono infatti che circa il 90% dei voti andò a partiti politici tedeschi, e solo il 10% a partiti lituani.
Le principali città dell'ex Lituania Minore erano (prima vi è il nome lituano, poi quello tedesco) Klaipėda (Memel) e Tilžė (Tilsit). Tra le altre città vi erano Ragainė (Ragnit), Šilutė (Heydekrug), Gumbinė (Gumbinnen), Įsrutis (Insterburg) e Stalupėnai (Stallupönen).

## Storia
I Cavalieri Teutonici invasero la Vecchia Prussia durante il XIII secolo e conquistarono la Nadruvia e la Scalovia, territori che comprendevano gran parte della Lituania Minore. Le guerre tra l'Ordine teutonico, i prussiani e il Granducato di Lituania depopolarono la regione dalla Pregolya fino al fiume Nemunas. Queste terre si ripopolarono solo con l'insediamento di tedeschi, lituani e di masuriani. Dopo il Trattato di Melno del 1422, la popolazione lituana continuò ad accrescere durante i tempi di pace. La Lituania Minore emerse nel XVI secolo come regione etno-culturale distinta; il substrato della popolazione locale comprendeva tribù baltiche, prussiani, abitanti del Granducato di Lituania, il cui popolo discendeva dai baltici. Il territorio conosciuto come Lituania Minore venne distinto in termini amministrativi dapprima come Nadrauen e Schalauen, poi divennero utilizzati i termini Contee lituane e Lituania (Litauische Kreise o Litt(h)auen).
Il termine "Lituania Minore" (Kleinlitauen), utilizzato per la prima volta da Simon Grunau nel XVI secolo, fu applicato nel XIX secolo e utilizzato maggiormente nel XX secolo, principalmente da storici ed etnografi. Siccome la Lituania Minore era parte della Prussia e della Germania, gli abitanti lituani chiamavano se stessi Lietuvininkai. Alcune fonti utilizzano il termine Lietuvininkai per riferirsi a ogni abitante della Lituania Minore, senza riguardo all'appartenenza etnica. altre fonti indicano che Lietuvininkai è uno dei due modi storici di definire tutti i lituani. In ciò che era stato il Granducato di Lituania, la parola lietuvis divenne più popolare, mentre nella Lituania Minore veniva preferita lietuvininkas. I prusso-lituani chiamavano anche i loro vicini settentrionali della Samogizia "russo-lituani", mentre i loro confinanti a sud (regione di Suvalkai) venivano definiti "polacco-lituani".

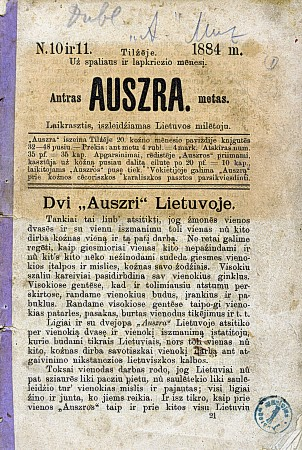
Auszra fu stampata a Tilsit

Il primo libro in lituano, preparato da Martynas Mažvydas, fu stampato a Königsberg nel 1547, mentre la prima grammatica lituana, Grammatica Litvanica, fu stampata nel 1653.
Nel 1800 molti prusso-lituani erano letterati e bilingui (lituano e tedesco). Il processo di germanizzazione accelerò nella seconda metà del XIX secolo, quando il tedesco fu reso obbligatorio nel sistema educativo a tutti i livelli.
La Lituania Minore era un centro importante per la cultura lituana, che veniva perseguita nella Lituania occupata dall'Impero russo. Quel territorio era stato lentamente polonizzato quando aveva fatto parte della Confederazione Polacco-Lituana, ed era stato pesantemente russificato durante il periodo di soggezione all'Impero russo, specialmente nella seconda metà del XIX secolo. Durante il periodo in cui era proibita la stampa lituana in Russia (1864-1904), i libri lituani erano stampati nella Prussia Orientale, a Tilsit, Ragnit, Memel, e Königsberg. I primi periodici in lingua lituana apparvero durante il periodo della Lituania Minore, come  Auszra, edito da Jonas Basanavičius, a cui successe  Varpas di Vincas Kudirka. Tutte queste pubblicazioni contribuirono grandemente alla rinascita dello spirito nazionale lituano del XIX secolo.
La Lituania dichiarò la sua indipendenza dalla Russia nel 1918 durante la prima guerra mondiale, e reclamò la Lituania Minore. La parte a nord del fiume Nemunas, fino a Memel fu separata dalla Germania con il Trattato di Versailles del 1920, e fu chiamato Territorio di Memel. Fu reso un protettorato degli Alleati, per poter garantire i diritti portuali a Lituania e Polonia. Nel gennaio 1923, ebbe luogo la rivolta di Klaipėda; la successiva incorporazione della Lituania Minore nella Lituania permise alla nazione di godere della prosperità economica, in quanto la regione produceva il 30% dell'economia nazionale. L'importanza economica della regione, comunque, declinò poco dopo le sanzioni economiche imposte dalla Germania nazista nel 1933.
Il Ministro degli Esteri tedesco Joachim von Ribbentrop consegnò un ultimatum al suo omologo lituano il 20 marzo 1939, chiedendo la cessione del controllo della regione di Memel alla Germania. Se non fosse passata in mano tedesca pacificamente, Ribbentrop affermò che "Memel sarebbe stata presa con altri mezzi, se necessario". La Lituania finì per sottomettersi all'ultimatum e, in cambio dei diritti di utilizzo del nuovo porto, cedette la regione disputata alla Germania il 22 marzo 1939, il che rappresentò l'ultima conquista territoriale della Germania nazista prima della seconda guerra mondiale. L'intera Lituania cadde poi nell'occupazione da parte dell'URSS, poi divenne indipendente per un breve periodo nel 1941, per poi essere di nuovo occupata dalla Germania nazista.
Alla fine della guerra, la popolazione tedesca dell'ex Prussia Orientale scappò o fu espulsa nelle parti occidentali della Germania. L'Unione Sovietica riconquistò la Lituania nel 1944 e la regione di Memel tornò ad essere incorporata nella neonata RSS Lituana nel 1945, mentre il resto della Prussia Orientale fu spartito tra la Polonia (i due terzi meridionali formano oggi il Voivodato della Varmia-Masuria) e la RSSF Russa (il terzo restante andò a costituire l'Oblast di Kaliningrad).
Dopo la morte di Iosif Stalin, Nikita Khrushchev offrì l'Oblast di Kaliningrad alla RSS Lituana. Il Segretario Antanas Sniečkus declinò l'offerta, temendo che la sua popolazione a maggioranza russa avrebbe creato gli stessi problemi che affliggevano le vicine Lettonia ed Estonia. Dopo la dissoluzione dell'URSS, l'oblast è divenuto un'exclave della Russia, ma la Lituania, la Germania e la Polonia non hanno mai avanzato richieste riguardo al possesso della regione.

## Simboli

Bandiera della Lituania Minore

- La bandiera della Lituania Minore è un tricolore orizzontale verde, bianco e rosso, citato per la prima volta nel 1660.[6] La Lituania Minore è l'unica regione etnografica della Lituania che, invece di avere una bandiera basata sullo stemma, ha la bandiera separata dallo stemma.
- Lo stemma della Lituania Minore è diviso in due campi. Il campo verde a sinistra dipinge un cavallo d'argento; il campo a destra presenta la fascia araldica che in alto è rossa, in basso è argentata.[7]
- "Lietuvninkais mes esam gimę" ("Siamo nati Lietuvininkais "), l'inno nazionale della Lituania Minore, è basato su un testo scritto da Georg Sauerwein nel 1879. La Lituania Minore è l'unica regione della Lituania con un suo inno proprio; questo stesso inno fu suggerito come inno nazionale per l'intera Lituania quando il paese raggiunse l'indipendenza nel 1918. Con questa proposta, la parola  Lietuvninkais avrebbe dovuto essere cambiata in lituani. Fu poi invece adottato come inno "Tautiška giesmė", scritto da Vincas Kudirka.